# Lydenburg
Lydenburg fou una ciutat capital de la república bòer del mateix nom a Sud-àfrica, i després ciutat de la província de Transvaal i darrerament de Mpumalanga, situada entre Pretòria i la Badia de Delagoa a Moçambic. Fou rebatejada Mashishing el 2006.
El 1842 un grup de bòers es va establir a la zona d'Ohrigstad i altres se'ls van unir el 1845 procedents de Winburg i Potchfestroom dirigits per Andries Hendrik Potgieter, però van haver d'abandonar la regió entre 1846 i 1849 a causa del paludisme, i es van dirigir, encapçalats per Andries Hendrik Potgieter, a una altra regió on van fundar Lydenburg (Ciutat del patiment) que va esdevenir una república. L'escola es va fundar el 1851 i l'església el 1853, sota el govern de Willem Joubert.
El 1856 la república de Lydenburg i la República d'Utrecht (al Natal) no es van voler integrar al Transvaal i el 1857 Utrech i Lydenburg es van aliar i es van unir formalment el 8 de maig de 1858 amb el nom de "De Republiek Lydenburg in Zuid Afrika". El 1859 va arribar al poder (succeint a Joubert), Joseph Van Dyck. L'assemblea o Volksraad va estar presidida per Philippus Jeremias Coetser (des del 1856) i després per Cornelis Potgieter. Finalment el 1860 Lydenburg va ser annexionada al Transvaal (Zuid Afrikaanse Republiek). Potegier va esdevenir el cap de l'oposició al president de Transvaal Pretorius.
Una carretera entre Pretòria i la badia Delagoa es va iniciar el 1871 i acabar el 1874. El 6 de febrer de 1873, al descobrir-se or, la vila va esdevenir un gran centre miner. Va ser assetjada a la primera guerra dels bòers (1881) al final de la qual Utrech fou separada del districte que va ser reincorporat a Natal; i fou seu d'una guarnició britànica a la segona guerra dels bòers (1900-1902). El 1910 hi va arribar el ferrocarril i el 1927 va esdevenir municipalitat.